# هيثم كاظم
هيثم كاظم طاهر، من مواليد 21 يوليو 1983 في العراق، لاعب كرة قدم عراقي سابق.
بدأ مسيرته الكروية مع نادي الزوراء العراقي، وفي عام 2006 انتقل إلى نادي أربيل، وهو يلعب معهم حتى الآن.
و قد بدأ باللعب مع منتخب العراق لكرة القدم في عام 2004، وقد كان مع المنتخب الفائز في كأس آسيا 2007.
في نيسان 2021، عرضت إحدى القنوات الفضائية لقاء معه ذكر فيه أنه يعمل حاليا سائق سيارة أجرة.

## روابط خارجية
- هيثم كاظم على موقع الاتحاد الدولي (مؤرشف)  (الإنجليزية)
- هيثم كاظم على موقع ناشيونال فوتبول تيمز (الإنجليزية)
- هيثم كاظم على موقع Soccerway.com (الإنجليزية)
- هيثم كاظم على موقع كووورة